# ДВД
ДВД (енгл. DVD, скраћено од digital versatile disc — „дигиталан вишенаменски диск“ или digital video disc — „дигиталан видео-диск“) је оптички носач података и наследник ЦД (енгл. CD, скраћено од Compact Disc). DVD је оптички диск који се користи као медијум за складиштење висококвалитетног садржаја (превасходно филмова). DVD је изворно била скраћеница за digital video disc, иако неки од чланова DVD Форума тврде да би DVD у ствари требало да значи digital versatile disc („дигиталан свестран диск“), како би се указало на потенцијал таквих дискова у складиштењу апликација које нису визуелне. Међутим, чланови DVD форума никад нису постигли консензус о називу, те је данас званична ознака формата једноставно DVD; слова у скраћеници званично немају значење.
DVD дискови су изгледом и величином готово у потпуности идентични CD дисковима.

## Историја
Долазак DVD формата најављен је у септембру 1995. године, а његова прва службена спецификација је представљена годину дана касније. О одржавању развоја DVD-а брине се DVD Форум, који се састоји од 10 оснивачких предузећа и више од 220 додатних чланова. Први DVD репродуктори и дискови на јапанском тржишту су се појавили у новембру 1996. године, а у САД су у продају ушли у марту 1997.
DVD уређаји у почетку су били врло скупи, те су стајали више од износа који би данас био већи од 500 евра, али у прољеће 1999. године њихова цијена је по први пут пала испод 300 америчких долара, те су се заједно с CD дисковима почели продавати и у продавницама с мјешовитом робом. Тада су чинили тек мален дио продаје у односу на VHS касете, али данас је ситуација обрнута и DVD дискови увјерљиво чине већину продаје, у неким државама чак и више од 90%, те полако искорјењују у односу на њих гломазне, нискокапацитетне и застарјеле VHS касете. DVD дискове и репродукторе данас је могуће купити у готово свим већим продавницама, а њихове цијене су почеле падати до или чак испод нивоа VHS уређаја и касета. У посљедње вријеме постала је популарна и могућност куповине филмова на DVD диску уз дневне новине за свега двестотинак динара.
Године 2000, јапанска компанија Сони у продају је пустила играчки систем Плејстејшн 2, који је као медијум користио CD-ове и DVD-ове, и који је поред могућности играња видео-игара нудио и репродукцију DVD филмова, што се у Јапану показало пуним поготком будући да је конзола тада била знатно јефтинија од већине DVD плејера доступних на том тржишту. Као резултат тога, многе продавнице с електронском робом су продавале PS2, иако се иначе нису бавиле продајом играчких конзола. Годину дана након појављивања, Плејстејшн 2 је добио одговор од Мајкрософта, који је на тржиште увео играчку конзолу Ексбокс с могућношћу приказивања DVD-ова уз уградњу додатне опреме.
Наследник DVD је блу-реј диск компаније Сони.

## Врсте DVD-ова
- - -5 има једностран запис и капацитет 4,7 гигабајта.
  - -9 има двослојан једностран запис и капацитет 9 гигабајта.
  - -10 има обостран запис и капацитет 10 гигабајта.
  - -18 има двослојан обостран запис и капацитет 18 гигабајта.
- има капацитет 4,7 гигабајта, а дискови служе за једнократно снимање.
- има капацитет 4,7 гигабајта, а дискови пружају и могућност преснимавања снимљеног материјала.
- захтијева посебну јединицу за читање дискова са 4,7 или 9,4 гигабајта снимљеног материјала, а такви дискови су типично смјештени у пластичном кућишту. Дискови са 2,6 гигабајта капацитета могу бити извађени из кућишта и коришћени у DVD-ROM јединици. Највећи капацитет је 9,4 гигабајта.
- има једностран једнослојан запис и капацитет 4,7 гигабајта, а дискови служе за једнократно снимање.
- има капацитет 4,7 гигабајта, а дискови пружају и могућност преснимавања, те њихов садржај може бити приказан и на стандардном DVD уређају.
- дискови су изведени из DVD+R, користе двослојни запис и служе за једнократно снимање до 8,5 гигабајта података. DVD+R DL дискови се користе за игре и програме за играчку конзолу Xbox 360.

## Тонски формати
- .ogg